# Dagmar Havlová
Dagmar Havlová, född Dagmar Veškrnová 22 mars 1953 i Brno, Tjeckoslovakien, är en tjeckisk skådespelare. 
Hon utbildade sig vid Janáckova akademie múzických umení v Brne (Janáckova-akademien för scenkonsti Brno) där hon tog examen 1975. Under åren 1979-1996 var hon anställd vid Vinohrady-teatern i Prag. Filmdebuten skedde 1974 i Holky z porcelánu (Porslinsflickor) och hon har sedan dess medverkat i fler än 50 filmer och ett stort antal TV-produktioner. Hon fick ett brett genombrott som skådespelare för den tjeckiska publiken under 1980-talet. 
Hon var gift med Tjeckiens president Václav Havel från 1997 till hans död 2011. Under perioden som presidentfru var hon inaktiv som skådespelare, men återkom i yrket 2008. och i större omfattning efter Havels död.

## Filmografi, urval
- 1977 – Rusalka
- 1978 – Já uz budu hodný, dedecku!
- 1978 – Nemocnice na kraji města (TV-serie)
- 1983 – Návštěvníci (TV-serie)
- 1988 – Cirkus Humberto (TV-serie)
- 1992 – Arvet
- 1994 – Bylo nás pet (TV-serie)